# Masanobu Shinozuka
Masanobu Shinozuka (japanisch 篠塚正宣; * 30. Dezember 1930 in Tokio; † 5. November 2018 in Kalifornien) war ein japanisch-US-amerikanischer Bauingenieur, der sich besonders mit erdbebensicherem Bauen und Risikoanalyse von Baustrukturen befasste.
Er untersuchte auch die sozio-ökonomischen Auswirkungen von Naturkatastrophen und Fernerkundung und Geographische Informationssysteme für Risikovorsorge und Katastrophenmanagement und unternahm Risikoanalysen wichtiger Infrastruktur-Bereiche wie Wasser, Elektrizität, Transport. Außerdem befasste er sich mit Kontinuumsmechanik, Mikromechanik, zerstörungsfreier Prüfung, stochastischen Prozessen und Feldern und intelligenten Materialien.
Shinozuka erhielt 1955 sein Diplom als Bauingenieur an der Universität Kyōto und wurde bei Alfred Freudenthal an der Columbia University promoviert, an der er 1958 bis 1988 lehrte. Danach war er Professor an der Princeton University und 1995 an der University of Southern California. Er war dort Direktor des International Institute of Innovative Risk Reduction Research on Civil Infrastructure Systems und erhielt den Titel eines Distinguished Professor. 2001 bis 2013 war er Professor an der University of California, Irvine.
Anfang der 1990er Jahre war er Direktor des National Center for Earthquake Engineering Research der National Science Foundation in Buffalo (New York).
1994 erhielt er die Von-Karman-Medaille und 1985 die Nathan M. Newmark Medal. Er war Mitglied der National Academy of Engineering (1978) und Fellow der ASCE und der ASME.